# Iota Andromedae
Désignations
Iota Andromedae (ι Andromedae / ι And) est une étoile de la constellation boréale d'Andromède. Elle est visible à l’œil nu avec une magnitude apparente de 4,29. La parallaxe de l'étoile, telle que mesurée par le satellite Hipparcos, est de 6,16 mas, ce qui permet d'en déduire qu'elle est distante d'environ ∼ 500 a.l. (∼ 153 pc) de la Terre.

## Propriétés
Iota Andromedae est une étoile bleu-blanc de la séquence principale de type spectral B8 V, âgée d'environ 116 millions d'années. Elle fait partie des étoiles les moins variables observées durant la mission d'Hipparcos. L'astre est quelque peu pauvre en métaux, même si son abondance en hélium est proche de celle du Soleil. Ce dernier paramètre l'exclut de la classe des étoiles chimiquement particulières.
La masse de l'étoile est 3,1 fois ou 4 fois plus grande que celle du Soleil et son rayon est 4,6 fois plus étendu que le rayon solaire. Elle tourne sur elle-même à une vitesse de rotation projetée de 70 km/s. Elle est 638 fois plus lumineuse que le Soleil et sa température de surface est de 12 620 K.
Iota Andromedae présente un excès d'émission dans l'infrarouge à une longueur d'onde de 18 μm, ce qui indique qu'elle pourrait héberger un disque de débris.

## Nomenclature
ι Andromedae (latinisé Iota Andromedae) est la désignation de Bayer de l'étoile. Elle porte également la désignation de Flamsteed de 17 Andromedae.
Dans le catalogue d'étoiles du Calendarium d'Al Achsasi al Mouakket, l'étoile était connue sous le nom de Keff al-Salsalat (كف المسلسلة - kaf al-musalsala). Celui-ci a été traduit en latin Manus Catenata, signifiant « la main de la femme enchaînée ».
En astronomie chinoise traditionnelle, Iota Andromedae faisait partie de l'astérisme de Tengshe (en chinois 螣蛇, Téng Shé), représentant un serpent aquatique.